# Chester Bowman
Chester Bowman (Chester A. „Chet“ Bowman; * 22. November 1901 in West Long Branch; † 31. Mai 1936 ebd.) war ein US-amerikanischer Sprinter.
Bei den Olympischen Spielen 1924 in Rom wurde er Vierter über 100 m.
1927 wurde er US-Meister über 100 Yards und 1926 sowie 1930 US-Hallenmeister über 60 Yards. Am 4. Juli 1927 stellte er in Lincoln zusammen mit John Currie, James Pappas und Henry Cummings mit 41,0 s einen Weltrekord in der 4-mal-110-Yards-Staffel auf.

## Persönliche Bestzeiten
- 100 Yards: 9,6 s, 2. Juli 1927, Lincoln (ehemaliger Weltrekord)
- 100 m: 10,6 s, 14. Juni 1924, Cambridge